# Шар пеј
Шар пеј је веома стара раса паса која припада молосима типа доге. Његово име значи „тврда длака боје песка“. 

## Изглед
Висина мужјака је 0,46 до 0,51 m; висина женке 0,40 до 0,45 m; тежина мужјака је 16 до 20 kg, женке 16 до 18 kg. Глава подсећа на главу нилског коња са малим очима и ушима. Језик има више-мање плавих мрља. Јако и мишићаво тело је прекривено набораном кожом, посебно код гребена на врату и предњем делу тела. Реп је осредње дужине и уздигнут - прав или повијен нагоре. Длака је густа, груба и једнобојна - риђа или црна.

## Темперамент
Често неповерљиви према странцима. Познати по својој природној независности и резервисаности, а такође и као добри чувари, мирни и дисциплиновани. Ипак, веома су посвећени, верни и привржени породици која их одгаја, а посебно су заштитнички расположени према деци. Прилагодљив је и без проблема живи у стану уколико се редовно изводи.

## Здравље
Осетљив је на болести коже, па уочљиви набори које има захтевају посебну негу. Младунци тако често пате од паразитских гриња на кожи.
Животни век им је од 11 до 12 година.

## Историја
Да се ради о веома старој раси, сведоче и силуете од керамике које су пронађене у насељима од пре нове ере. Првобитно се користио као чувар храма, да би касније био одгајан за борбу, али и за лов на дивље вепрове. За време старог режима у Кини био је веома цењен, међутим, револуционарна влада у Пекингу је законом предвидела казне за власнике, јер се сматрао луксузном животињом. То би довело до његовог нестанка, да примерци његове расе нису доспели у САД седамдесетих година прошлог века где је доживео велику популарност, првенствено због свог необичног изгледа.